# Rise of the Argonauts
Rise of the Argonauts — видеоигра в жанре Action/RPG, разработанная Liquid Entertainment и изданная Codemasters для платформ Microsoft Windows, PlayStation 3 и Xbox 360 в 2008 году. Игра основана на мифе о поиске золотого руна Ясоном и аргонавтами.

## Сюжет
Вступительный ролик в самом начале игры повествует о событиях, с которых начинаются приключения. Молодой царь Ясон объявляет всем о своей будущей свадьбе, организовывается красивая церемония. Во время торжества невесту поражает отравленная стрела. Врагов догоняют и убивают, но невеста оказалась смертельно ранена. Ясон клянётся вернуть жизнь своей возлюбленной и отправляется в путь на поиски Золотого руна. Впереди главного героя ожидает длительный путь на легендарном корабле Арго.

## Геймплей
Вся игра состоит из большого количества диалогов и сражений против врагов. В качестве оружия можно будет использовать меч, копьё и тяжёлую булаву. Каждое из них имеет своё специальное предназначение. При помощи булавы можно ломать вражеские щиты, но для дальнейшего сражения она не столь эффективна из-за низкой скорости атаки. Копьё прекрасно подходит для атак на больших дистанциях, но в ближнем бою оно становится бесполезно. При помощи меча можно наносить быстрые и смертельные удары в ближнем бою, но при этом защита персонажа остаётся минимальной. Большинство сражений построено по примерно одинаковой схеме: сломать щит, если он есть у врага, а потом вступить в бой на мечах, когда надо совершать быстрые удары, уворачиваясь от ответных атак, и искать момент для смертельного добивающего приёма. Для каждого поединка надо выбирать наиболее эффективное оружие и менять его выбор в зависимости от ситуации.
Также имеется возможность купить и прокачать навыки и умения героя. В игре присутствуют четыре древа умений: Ареса, Гермеса, Аполлона и Афины. Очки на покупку навыков даются за прохождение заданий (как главных, так и дополнительных) и за лестные ответы в диалогах. Навыки Ареса увеличивают мастерство владения булавой и увеличения силы в бою. Навыки Гермеса основаны на улучшении владения мечом, увеличения скорости персонажа и быстром восстановлением очков маны. Навыки Аполлона основаны на быстром восстановлении здоровья и улучшении защиты. Навыки Афины основаны на улучшении владения копьём и бонусных сильных ударов молнией.

## Отзывы
| Сводный рейтинг                  | Сводный рейтинг                           |
| Агрегатор                        | Оценка                                    |
| -------------------------------- | ----------------------------------------- |
| GameRankings                     | 61,72 % (PS3) 58,37 % (X360) 58,08 % (ПК) |
| Metacritic                       | 59/100 (19 reviews)                       |
| Иноязычные издания               |                                           |
| Издание                          | Оценка                                    |
| Game Informer                    | 6/10                                      |
| GameSpot                         | 6/10                                      |
| IGN                              | 6,5                                       |
| OXM                              | 7,5/10                                    |
| Official PlayStation Magazine US | 2,5/5                                     |
| Official Xbox Magazine UK        | 8/10                                      |
| Русскоязычные издания            |                                           |
| Издание                          | Оценка                                    |
| «Игромания»                      | 6/10                                      |